# František Pavelka
František Pavelka (29. listopadu 1920 Břeclav – 11. ledna 1943 Berlín) byl československý voják, radiotelegrafista a příslušník výsadku Percentage.

## Mládí
Narodil se 29. listopadu 1920 v Břeclavi. Otec Antonín byl poštovním doručovatelem, matka Julie rozená Hergoutová byla v domácnosti. František byl prostředním ze tří dětí. Již od mládí byl členem Sokola.
V Břeclavi vychodil obecnou školu a nastoupil na gymnázium. To ale, z důvodu obsazení pohraničí Němci, dostudoval v Hodoníně. Poté se v roce 1939 zapsal na filozofickou fakultu Masarykovy univerzity do Brna. Kvůli uzavření vysokých škol (listopad 1939) nedostudoval, nastoupil na poště v Brně a poté jako telegrafní dělník u stavebního úřadu v Brně. Záhy se zapojil do ilegální práce proti německým okupantům.

## V exilu

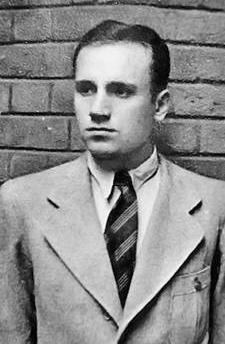
František Pavelka focený před zdí v londýnském Porchester Gate v obleku, který používal coby civilní oděv v prvních dnech pobytu v Protektorátu

Dne 31. března 1940 byl nucen uprchnout, neboť mu hrozilo zatčení pro odbojovou činnost. Přes Slovensko, Maďarsko, Jugoslávii a Turecko se dostal do Francie. Dne 6. května 1940 byl prezentován v Agde do československého zahraničního vojska a zařazen ke 3. rotě 2. pěšího pluku. Účastnil se bojů na frontě, ale po pádu Francie odjel lodním transportem do Anglie.
V Anglii byl znovu zařazen k 2. pěšímu pluku do spojovací čety. V roce 1941 absolvoval školu pro důstojníky a 17. července 1941 byl, již v hodnosti svobodníka aspiranta zařazen do výcviku pro plnění zvláštních úkolů. Od 17. července 1941 do 28. září 1941 absolvoval kurz útočného boje (ve Skotsku), výcvik v seskoku padákem (parakurz), intenzivní školení v radiotelegrafii (speciální kurz radiotelegrafie) a školení v odbornostech nutných pro plnění sabotážních úkolů (základní sabotážní kurz).

## Nasazení

### Seskok a poslání

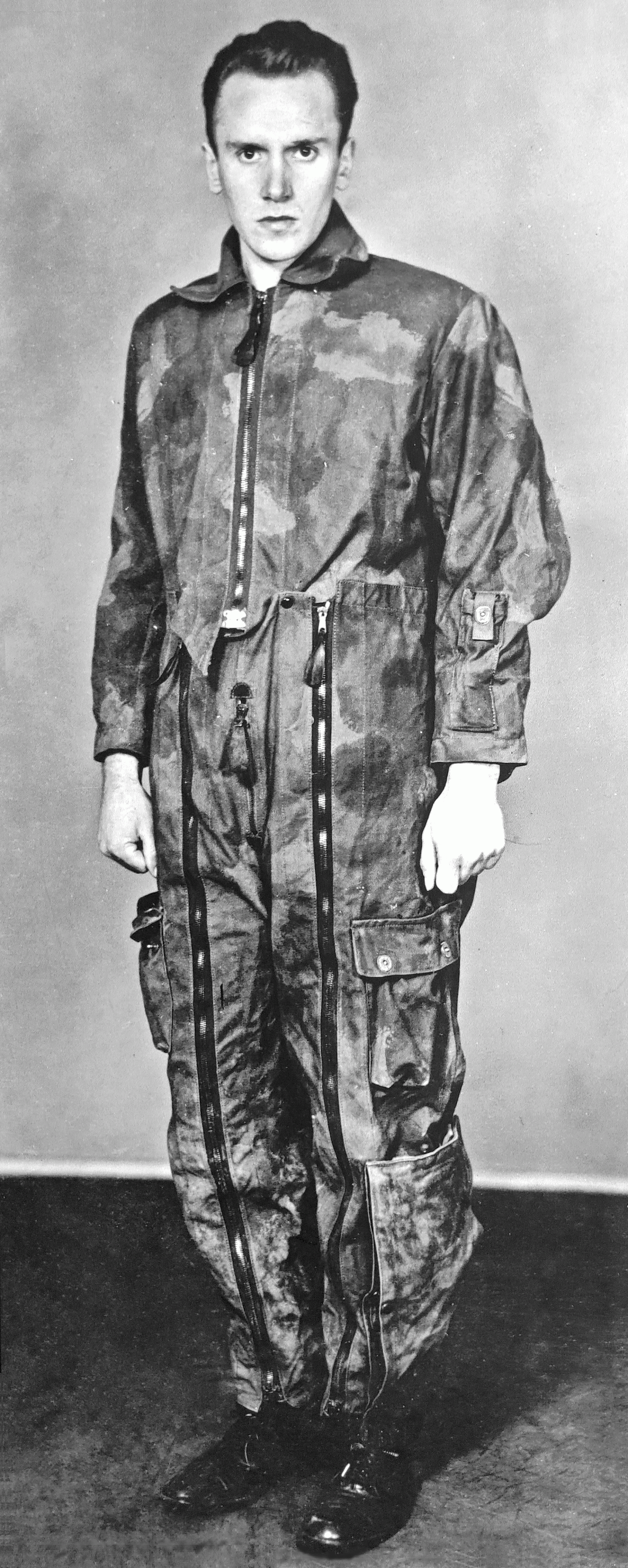
František Pavelka v maskovací ochranné parašutistické kombinéze (1941)

Jednalo se o prvního československého výsadkáře vyslaného z Velké Británie, jemuž se podařilo seskočit v Protektorátu. Během plánovaného letu v noci z 3. na 4. října 1941 byl Pavelka přepraven letounem Whitley z anglického letiště Tangmere na území Protektorátu. Tento let trval 11,5 hodiny (byl to historicky nejdelší let Whitleye).
Avšak vinou navigační chyby byl vysazen poblíž osady Koudelov u Čáslavi, namísto u cca 35 km vzdálených Nasavrk, kde ho čekala tamní odbojová skupina PVVZ, kterou vedl místní poštmistr Václav Doležal. František Pavelka měl splnit následující úkoly: předat ilegální organizaci na území protektorátu poselství exilového prezidenta Dr. Edvarda Beneše a ministra národní obrany exilové vlády generála Sergeje Ingra, jakož i radiomateriál (náhradní krystaly do radiostanic) a šifrovací klíč. Zároveň měl být k dispozici ilegální odbojové organizaci a zúročit tak zkušenosti nabyté v britských kurzech.

### První kontakty s odbojem
První člověk, kterého potkal byl František Kalina, kočí ze statku v Koudelově. Ten spolu s dalšími kočími ze statku Františkem Gradem a Antonín Krejčím mu poskytli pomoc. Podařilo se mu navázat spojení s představitelem PVVZ v Chrudimi a poté (za pomoci Rudolfa Michálka) do Prahy. Dne 6. října 1941 v Riegrových sadech v Praze na Vinohradech se Pavelka setkal s představitelem PVVZ Ing. Josefem Friedlem, který Pavelkovi zprostředkoval kontakt s odbojářem JUDr. Karlem Bondym.

### Setkání v restauraci Akropolis
Setkání členů PVVZ JUDr. Karla Bondyho a Ing. Josefa Friedla s Pavelkou proběhlo 6. října 1941 a pak nejméně ještě jedenkrát po tomto datu v restauraci Akropolis. Na schůzkách byla projednávána odbojová spolupráce. Setkáním s Friedlem, Bondym a pravděpodobně i s plukovníkem Josefem Churavým (ON) se Pavelka napojil na civilní i vojenskou složku ÚVODu, ale to již v době, kdy tyto složky byly v procesu destrukce způsobené zatýkáním jejich členů gestapem.

### Ukrývání, zatčení, výslechy

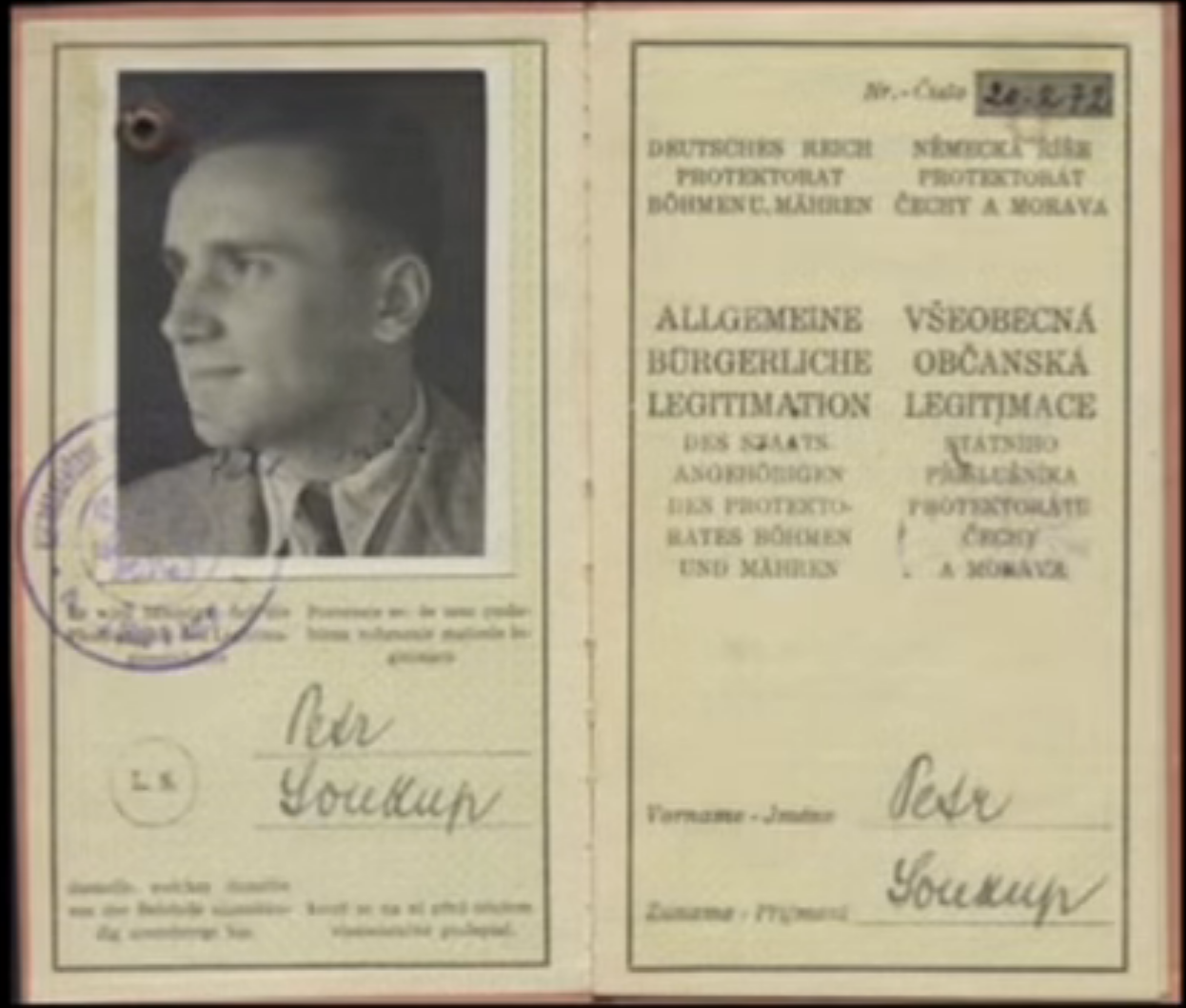
Pavelkovy falešné doklady na jméno Petr Soukup.

V Praze obdržel Pavelka od odbojářů falešné doklady (na jméno Petr Soukup) a nějaký čas se skrýval.
Jedním z míst, kde našel Pavelka v říjnu 1941 na doporučení JUDr. Karla Bondyho úkryt, byl byt Marie Rosenbachové na adrese Chvalova 1202/8, 130 00 Praha – Žižkov. Dne 21. října 1941 se zde Pavelku pokusilo gestapo zatknout, ale v bytě jej nezastihlo.
Dalším z míst, kde se Pavelka v Praze ukrýval (v době od 10. října 1941 až do svého zatčení 25. října 1941) byl byt jeho sestřenice Anny Maršálkové na adrese Pod hliništěm 729/17, 182 00 Praha – Kobylisy.
Na konci října 1941 se několik dní Pavelka ukrýval v bytě paní Paulíčkové na adrese Kamenická 622/46, 170 00 Praha – Holešovice (německy: Steinmetzstrasse). V důsledku prozrazení (rozkrytí) celé odbojové sítě byl v tomto bytě 25. října 1941 zhruba ve 4.00 hodiny ráno zatčen gestapem. 
Ještě téhož dne (25. října 1941) byl podroben Pavelka výslechu v Petschkově paláci, poté byl převezen na Pankrác. Následně byl vyslýchán (mimo jiné i tlumočníkem gestapa Josefem Chalupským) a mučen. Choval se velmi statečně a nejspíše neprozradil žádné zásadní údaje o svém výcviku ve Velké Británii, ani neposkytl gestapu informace o lidech, kteří jej po seskoku ubytovali. Od konce října 1941 do 5. srpna 1942 byl Pavelka vězněn v pankrácké věznici. Dne 5. srpna 1942 byl předán lidovému soudu v Berlíně a za čtrnáct dní (19. srpna 1942) odsouzen k trestu smrti. Mezi tím byl 28. října 1942 v Londýně povýšen do hodnosti poručíka pěchoty. Dne 11. ledna 1943 byl v Berlíně Plötzensee popraven stětím gilotinou. Jednalo se o jediného československého výsadkáře-odbojáře, který byl popraven v Berlíně.
Po jeho smrti byl popel rozprášen na neznámém místě v okolí Berlína. Rodinu Františka Pavelky poté vyzvaly německé úřady k úhradě nákladů na popravu, které činily 4 318 říšských marek.

## Po válce

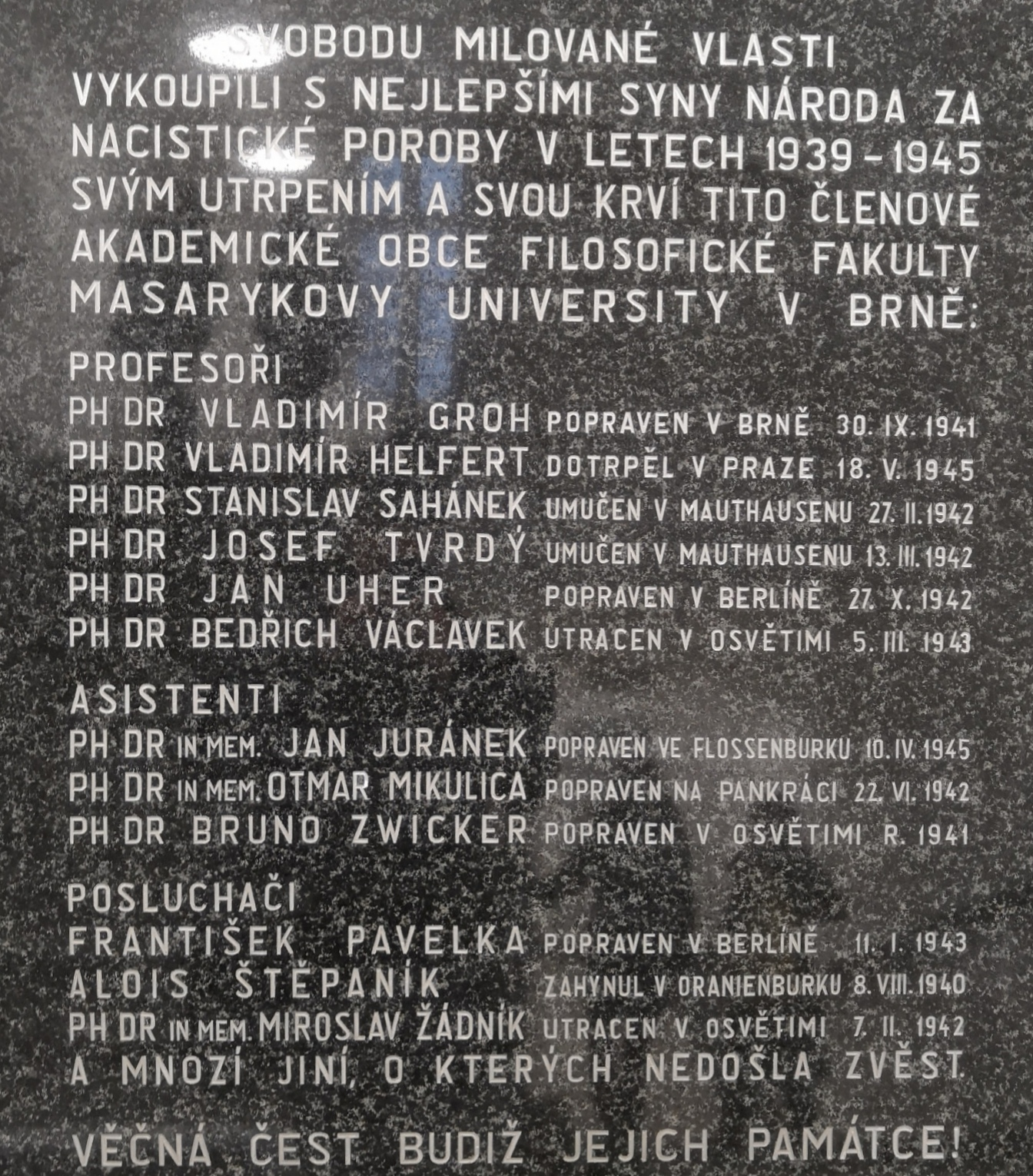
Pamětní deska v budově C Filozofické fakulty Masarykovy univerzity

Jméno Františka Pavelky je uvedeno na pamětní desce v budově C Filozofické fakulty Masarykovo univerzity v Brně.
V místě seskoku Františka Pavelky při silnici z Koudelova do Skovic je památník s nápisem: DNE 11. LEDNA 1943 BYLI BERLÍNĚ - PLÖTZENSEE POPRAVENI KPT. FRANTIŠEK PAVELKA, PŘÍSLUŠNÍK ČS. PARASKUPINY PERCENTAGE, A ANTONÍN KREJČÍ, FRANTIŠEK KALINA, FRANTIŠEK GRAD, MUŽI Z KOUDELOVA, KTEŘÍ MU POSKYTLI POMOC. ČEST JEJICH PAMÁTCE.
Dne 1. prosince 1945 byl povýšen do hodnosti nadporučíka pěchoty in memoriam a dne 17. července 1948 byl povýšen do hodnosti kapitána pěchoty in memoriam. Symbolicky je pohřben v rodinném hrobě na hřbitově v Brně-Židenicích.

## Vyznamenání
- 1942 –  Československý válečný kříž 1939
- 1944 –  Pamětní medaile československé armády v zahraničí se štítky Francie a Velká Británie
- 1945 –  druhý Československý válečný kříž 1939
- 1945 –  třetí Československý válečný kříž 1939
- 2017 – Kříž obrany státu ministra obrany České republiky (Praha, Vítkov, 8.5.2017)